# Диханов, Владислав Николаевич
Владислав Николаевич Диханов (род. 7 сентября 1972, Апостолово, Днепропетровская область) — митрофорный протоиерей, председатель Синодального отдела Украинской православной церкви (УПЦ) по социально-гуманитарным вопросам, и. о. председателя Синодального отдела благотворительности и социального служения УПЦ, председатель правления образовательной общественной организации «ФОМА».

## Биография
Родился 7 сентября 1972 года в городе Апостолово Днепропетровской области в семье служащих.
В 1989 году окончил Зеленодольскую среднюю школу. В том же году поступил в Днепропетровский институт инженеров транспорта, факультет «Вычислительная техника», в 1998 году — в Киевский славистический университет, факультет «Международные отношения». В 2009—2013 годах — учёба в Киевской духовной семинарии.
С 1991 по 1998 год работал на различных предприятиях города Днепропетровска.
Одновременно со светской работой с 1994 года нёс послушание чтеца в Спасо-Преображенском соборе Днепропетровска. Принял участие в организации первой на Украине больничной общины в честь святых бессребреников Космы и Дамиана при Днепропетровской областной клинической больнице имени Мечникова, где выполнял послушания алтарника и чтеца. Был ответственным за создание и развитие общественной организации Союз православной молодёжи «Свет» и его библиотеки, публиковал статьи в его печатном органе «Слово».
В 1998 году женился, имеет пятерых детей. С 1998 по 2005 год жил и работал в Киеве, занимался предпринимательством и церковно-просветительской деятельностью.
5 марта 2005 года Иринеем, митрополитом Днепропетровским и Павлоградским, был рукоположён в сан диакона, а 24 апреля состоялась священническая хиротония. 29 декабря 2012 года награждён протоиерейством. До момента почисления за штат и перевода в Киевскую епархию в 2013 году нёс послушание настоятелей двух приходов (один из которых больничный). 1 марта 2007 года (и до перевода в 2013 году) был назначен руководителем отдела церковной благотворительности и социального служения (ЦБСС) Днепропетровской епархии УПЦ.
За это время в Днепропетровской епархии УПЦ было организовано множество социальных, благотворительных, образовательных и просветительских проектов, в том числе образовательно-миссионерский проект «Ф. О. М. А.» (2009, расшифровка аббревиатуры — «формы организации молодёжной активности», с двойным значением наименования проекта в честь одного из двенадцати евангельских апостолов — Апостола Фомы).
В начале 2013 года почислен за штат с переводом в Киевскую епархию (по месту жительства). В мае был принят в клир Киевской епархии.
В марте — апреле 2013 года по приглашению Викентия, митрополита Ташкентского и Узбекистанского, главы Среднеазиатского митрополичьего округа, провёл ряд обучающих мероприятий для молодёжи — форум, семинары и консультации глав митрополичьих отделов.
19 августа 2013 года возглавил образовательную Общественную организацию «ФОМА» в качестве председателя правления. Остаётся в должности по сей день.
В сентябре 2013 года назначен вр. и. о. руководителя отдела благотворительности и социального служения Киевской епархии, в ноябре — настоятелем в больничный храм Святителя Луки Крымского при Украинском научно-практическом центре эндокринной хирургии и трансплантологии, Киев.
С июня 2014 года организовывал гуманитарную помощи пострадавшим от военных действий на востоке Украины, создавал центры социальной адаптации для переселенцев и пострадавших. Назначен руководителем отдела благотворительности и социального служения Киевской епархии.
В сентябре 2014 года решением Священного синода Украинской православной церкви назначен главой Синодального отдела УПЦ по социально-гуманитарным вопросам, в декабре настоятелем больничного храма иконы Божией Матери «Нечаянная Радость» при Центральном госпитале военно-медицинского управления СБУ, Киев.
В январе 2015 года разработал проект программы «Миссия „Милосердие и примирение“». Программа нацелена на оказание гуманитарной помощи мирным гражданам, пострадавшим от военных действий на востоке Украины, а также содействию процессам обмена военнопленными и процессам примирения между всеми участниками военного конфликта и гражданского общества.
В феврале 2015 года включен в состав коллегии Синодального отдела по церковной благотворительности и социальному служению РПЦ, в мае указом Онуфрия, митрополита Киевского и всея Украины назначен и. о. главы Синодального отдела благотворительности и социального служения Украинской православной церкви.
Неоднократно посещал с гуманитарной миссией и духовным окормлением задержанных и пленных на территории мест содержания, как в украинских МЛС, так и в МЛС на территориях, неподконтрольных правительству Украины (т. н. непризнанных республик — ДНР, ЛНР).
27 декабря 2017 года в составе колонны миссии ОБСЕ принимал непосредственное участие в сопровождении военнопленных из Макеевки на точку обмена, а также в самом процессе обмена в качестве наблюдателей от УПЦ, как часть проекта миссии УПЦ «Милосердие и примирение».
24 марта 2022 года постановлением Священного Синода Русской Православной Церкви направилен в распоряжение управляющего Берлинско-Германской епархией.
Образование:
- Бакалавр по специальности «Международные отношения»;
- Магистр по специальности «Страноведение»;
- Сертифицированный преподаватель по курсу «Образовательные проекты в религиозных организациях» (Восточный офис Всемирного совета церквей, Минск, Белоруссия, 2007);
- Киевская духовная академия и семинария;
- Неоднократный участник всеукраинских и международных семинаров, конференций, имеет печатные труды и публикации.

## Награды
- Грамоты и благодарности управляющего Днепропетровской епархией Иринея, митрополита Днепропетровского и Павлоградского;
- Грамоты Владимира, митрополита Киевского и всея Украины.